# Aleth von Montbard
Aleth von Montbard (auch: Aleidis von Montbard oder von Dijon) (* ca. 1072 in Montbard; † zwischen 1103 und 1108 in Fontaine-lès-Dijon) war eine burgundische Hochadelige und Mutter des heiligen Bernhard von Clairvaux. 

## Leben
Aleth oder Aleidis (Adelheid) war die Tochter Bernhard I., Herr von Montbard, aus dem Hause Tonnerre. Sie war ursprünglich für das Klosterleben vorgesehen und erhielt eine umfassende geistige Bildung. Mit ca. 16 Jahren heiratete sie Tescelin de Fontaine. Sie hatten sechs Söhne und eine Tochter: Guy (Guido), Gérard, Bernard, André, Barthélémy, Nivard und Hombeline. Für die Ausbildung ihres hochbegabten dritten Sohnes Bernhard, der nicht wie die älteren Brüder für das Kriegshandwerk vorgesehen war, verlegte sie ihren Wohnsitz in das Haus, das ihr Gatte in Châtillon-sur-Seine besaß. Bernhard besuchte dort die Eliteschule Collège Notre-Dame der Kanoniker von Saint Vorles, genoss aber weiter die Nestwärme der Familie. In den Ferien lebte man auf der Burg des Vaters in Fontaine bei Dijon. Dort starb Aleth im Ruf der Heiligkeit zu einem Zeitpunkt, der je nach Quelle zwischen 1103 und 1108 angesetzt werden kann.

### Bestattung und Überreste
Der Abt der Abtei Saint-Bénigne von Dijon bestand auf der Bestattung der hochverehrten Frau in der Krypta der Klosterkirche. Die Leiche wurde von den Mönchen in Prozession nach Dijon überführt und dort im Beisein einer großen Volksmenge neben dem Grabmal des heiligen Benignus beigesetzt. 1250 ließ Stephen of Lexinton, Abt von Kloster Clairvaux, mit Erlaubnis von Papst Innozenz IV. die Gebeine in die dortige Klosterkirche überführen, wo sie neben dem Altar ruhten, bis durch die Französische Revolution bei der Schließung des Klosters alle Reste zerstreut wurden.

### Bedeutung für Bernhard von Clairvaux
Für Aleths Lieblingssohn Bernhard, der bei ihrem Tod zwischen 12 und 17 Jahren alt war, bedeutete der frühe Verlust einen Schock, der laut Wilhelm von Saint-Thierry für seine Berufung bestimmend war. Aleth prägte ein Leben lang sein Ideal der Frau. Nach seiner eigenen Aussage erschien sie ihm mehrfach in entscheidenden Momenten seines Lebens.

### Die Selige
Eine offizielle Seligsprechung hat es für Aleth nie gegeben. Das cisterciensische Menologium von Chrysostomus Henriquez (Antwerpen 1630) wie auch das Menologium benedictinum von Gabriel Bucelinus (Feldkirch 1655) führen sie jedoch als selig.
Ihr Gedenktag ist der 20. August.

### Epitaph
Der in Clairvaux verstorbene Dichter Guillaume Flameng (1455–1520), Autor einer Lebensbeschreibung des heiligen Bernhard von Clairvaux, hat Aleth in 112 Versen ein Gedicht gewidmet mit dem Titel Épitaphe en vers de dame Aelis, ou Aeleth, mère de saint Bernard (aufgenommen in die Patrologia Latina von Migne, Bd. 185, Spalte 1405–1407).